# Байтасов, Бахадурбек Байтасович
Бахадурбек Байтасович Байтасов (каз. Баһадүрбек Байтасов; 1921—1996) — советский казахстанский военный деятель, генерал-майор (1972).

## Биография
Родился в 1921 году в селе Уйык Туркестанского района Чимкентской области (ныне Туркестанская область). Участник Великой Отечественной войны, в 1942 году был призван в армию. Воевал в составе Юго-Западного и 3-го Украинского фронтов, на Сталинградском фронте стал командиром орудия. Командир орудия в частях НКВД. Был неоднократно ранен.
Окончил Ленинградское военное училище пограничных войск (1946), Военный институт МВД СССР (1954). С 1946 года служил в Термезском, Бахтинском, Зайсанском пограничных отрядах. В 1946—1950 годах служил в погранотряде в городе Термез в Узбекской ССР. В 1954—1960 годах — заместитель начальника штаба погранотряда в Киргизской ССР. С 1960 года — начальник штаба погранотряда в селе Бахты Семипалатинской области. В 1962—1968 годах — начальник Зайсанского погранотряда (50-й пограничный отряд КГБ), затем — заместитель начальника штаба Восточного пограничного округа КГБ СССР. В 1972 году получил звание генерал-майора.
С 1971 года — председатель центрального комитета ДОСААФ Казахской ССР, занимал должность на протяжении 16 лет. Был кандидатом в члены центрального комитета компартии Казахской ССР. В 1981—1996 годах — председатель Алматинской секции Советского комитета, член Всесоюзного совета ветеранов войны и труда.
Депутат Верховного Совета Казахской ССР 12-го созыва (1990—1993).
Автор книг «Залог успеха» (1980), «Воспитываем пламенных патриотов» (1984).

Мемориальная доска к дому, где жил Багадурбек Байтасов в 1985—1996 годах.

Умер 6 июля 1996 года. Похоронен на Кенсайском кладбище в Алма-Ате. Его именем названы улица в Алма-Ате и военно-техническая школа в Туркестане.

## Награды
Награждён орденами Отечественной войны 1-й степени, Трудового Красного Знамени, Красной звезды, медалями, почётными грамотами Верховного Совета Казахской ССР.